# Ventas rumba
De Ventas rumba is een waterval in de rivier Venta nabij Kuldīga in Letland. Met 249 meter breedte is het de breedste waterval van Europa en tijdens springtij kan de waterval 270 meter breed worden. De hoogte van de waterval varieert van 1,80 meter tot 2,20 meter, afhankelijk van de waterstand in de rivier. In 1977 werd de Ventas rumba aangewezen als natuurmonument van Letland.

## Geologie
De waterval is gevormd uit dolosteen uit het Devoon. De vorming is te wijten aan het verschil in hardheid van het mineraal tussen de onderste en bovenste delen. De onderste delen zijn brosser en eroderen sneller, waardoor de toplaag eroverheen blijft hangen. Deze meer bolle delen storten soms in en vallen in de rivier. Hierdoor trekt de waterval zich langzaam terug. Een aangezien de stroming in het midden sterker is, trekt het midden van de waterval zich geleidelijk hoger stroomopwaarts terug in vergelijking met de zijkanten.

## Geschiedenis
De stad Kuldīga werd gesticht omdat de waterval een obstakel vormde voor handel over de rivier Venta. Jacob Kettler, hertog van Koerland, wilde in het midden van de zeventiende eeuw een bypass graven om de waterval te vermijden. De uitgravingen begonnen aan de rechteroever van de rivier, maar werden weer afgebroken omdat het dolosteen te hard was en het werk zodoende te moeilijk en langzaam ging. In het smalle kanaal wat overblijft komt in het voorjaar water te staan bij hoogwater, waardoor er een klein eiland ontstaat.
In de negentiende eeuw had Rusland plannen om een netwerk van kanalen te realiseren om zo alle zeeën op het Europese deel van het land te kunnen verenigen. Er moesten waterwegen komen tussen de Oostzee en de Zwarte Zee over de rivieren Venta, Neman en Dnjepr. Voor deze plannen werden Turkse krijgsgevangenen ingezet. Ook zij kwamen tot de conclusie dat het dolosteen te hard was om te graven. Ook bleek de Venta niet breed en diep genoeg voor scheepvaart. Zodoende werd de bouw stopgezet in 1831. Dertig jaar later werd er nog een kanaal rond de waterval gegraven, waarvan de overblijfselen nog in de natuur zichtbaar zijn.

## Toerisme
Op 240 meter afstand van de waterval ligt de bakstenen brug van Kuldīga. Deze werd gebouwd in 1874 en is de langste functionerende bakstenen brug van Europa. Ook is er een houten wandelpad langs de rivier en de waterval gebouwd. De waterval wordt jaarlijks door circa 130.000 toeristen bezocht.